# Porphyrinia paula
Porphyrinia paula är en fjärilsart som beskrevs av Jacob Hübner 1818. Porphyrinia paula ingår i släktet Porphyrinia och familjen nattflyn. Inga underarter finns listade i Catalogue of Life.